# Camille Coquilhat
Camille Coquilhat (prononcé /kɔklat/), né le 15 octobre 1853 à Liège et mort le 24 mars 1891 à Boma au Congo, est un officier belge, agent de l’Association internationale africaine et vice-gouverneur général de l’État indépendant du Congo.

## Biographie

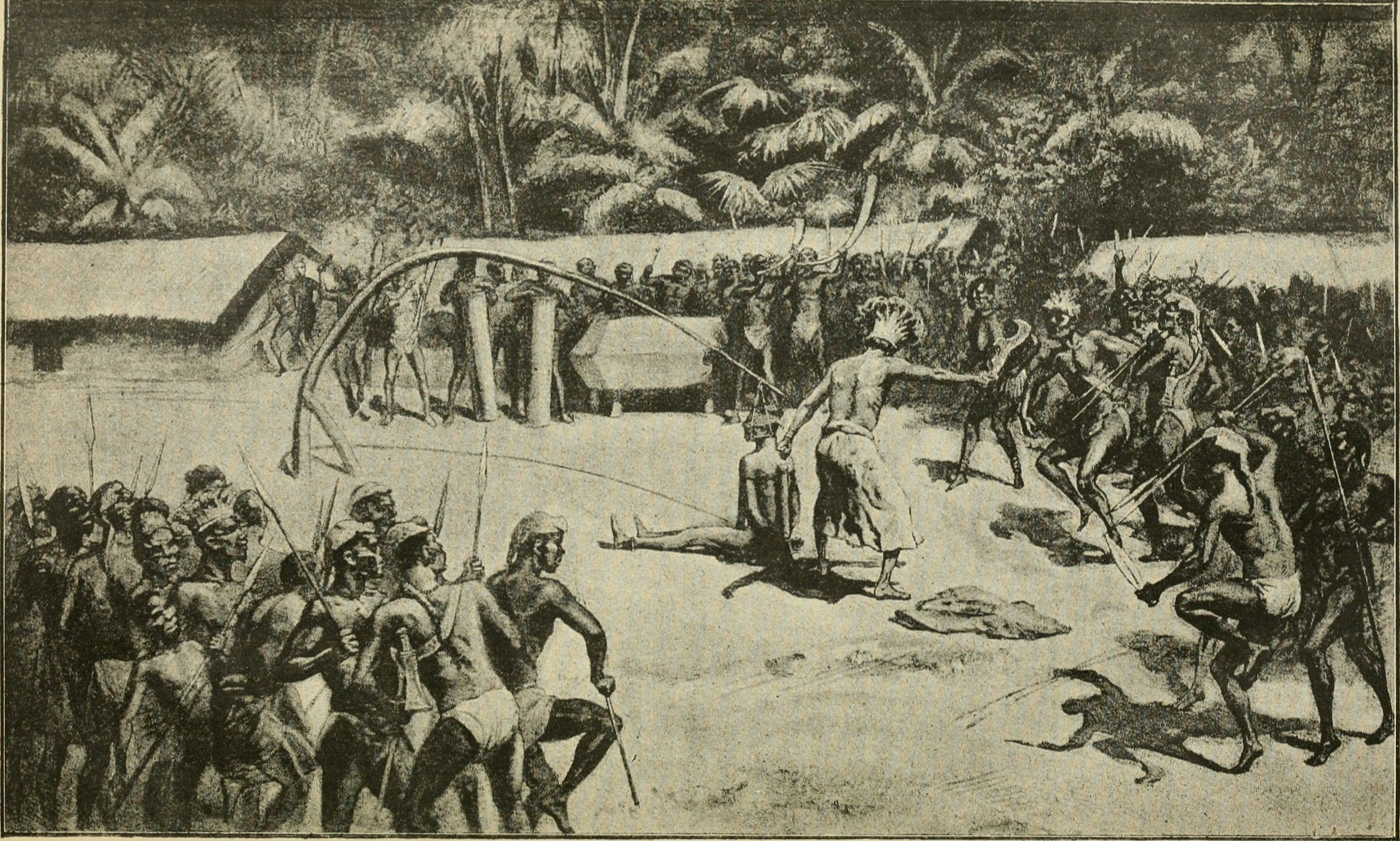
Illustration de Sur le Haut-Congo.

Camille-Aimé Coquilhat, né le 15 octobre 1853 à Liège, est le fils de Casimir Coquilhat, général-major spécialiste de l'artillerie dans l'armée belge, et d'Emma Beaujean. Son grand-père Coquilhat était français, ayant servi dans l'armée napoléonienne.
À 17 ans, il s'engage par idéalisme dans l'armée française et participe aux combats de la guerre franco-allemande de 1870 et à la bataille de Saint-Quentin en 1871.
Après la défaite française, il rentre en Belgique et s'engage dans l'armée belge. Il fait l'École royale militaire et est nommé sous-lieutenant dans l'artillerie le 2 avril 1874, lieutenant 25 mars 1880 et adjoint d'état-major le 30 décembre 1880. La perspective d'aventures en Afrique le séduit et, le 15 juillet 1882, l'Association Internationale africaine dirigée par le roi Léopold II de Belgique retient sa candidature pour rejoindre l'expédition d'Henry Morton Stanley dans le Haut-Congo.
Il prend part aux expéditions de Stanley visant à devancer les Français dans le bassin du Congo. En mai 1883, Camille Coquilhat  et Alphonse Van Gele, son supérieur hiérarchique, sont choisis par Stanley pour participer à une expédition vers le Haut-Ubangi. Une flottille de quatre vapeurs y participe. Arrivé par le fleuve jusqu'à Wangata, Stanley charge  en juin 1883 ses deux assistants de créer là une station entourée de plantations et de prendre contact avec la population. Cette station est appelée Équateurville. Au début 1884, Van Gele laisse à Coquilhat la garde du posté créé et part explorer la rivière Ruki et l'Oubangui avec le capitaine Edmond Hanssens. Un an plus tard, Coquilhat reçoit d'Hanssens l'instruction de créer la station d'Iboko (Bangala Station) ce qu'il fait en apprenant la langue de la population locale Bangala et en s'initiant à leurs coutumes. Il découvre notamment leur anthropophagie. Au cours de son séjour à Iboko, Coquilhat a l'idée d'engager des indigènes comme travailleurs ou soldats pour remplacer les mercenaires étrangers qui étaient jusque-là utilisés comme auxiliaires des Européens. C'est le préambule de la Force publique, la force de l'ordre du nouvel état. En août 1885, Coquilhat remet le commandement d'Iboko au lieutenant Guillaume Vankerkhoven et retourne en Europe.
De retour au Congo pour son deuxième séjour, il commence par organiser en avril 1886 le camp de formation de la Force publique à Matadi. De retour à Iboko, il se porte en vapeur au secours des Belges de la station des Stanley Falls qui a été attaquée et incendiée en septembre 1886 par les esclavagistes arabes. Cette mission de sauvetage l'a toutefois épuisé. Il est de plus affecté par des atteintes de dysenterie qui l'obligent à retourner en Belgique pour se faire soigner.

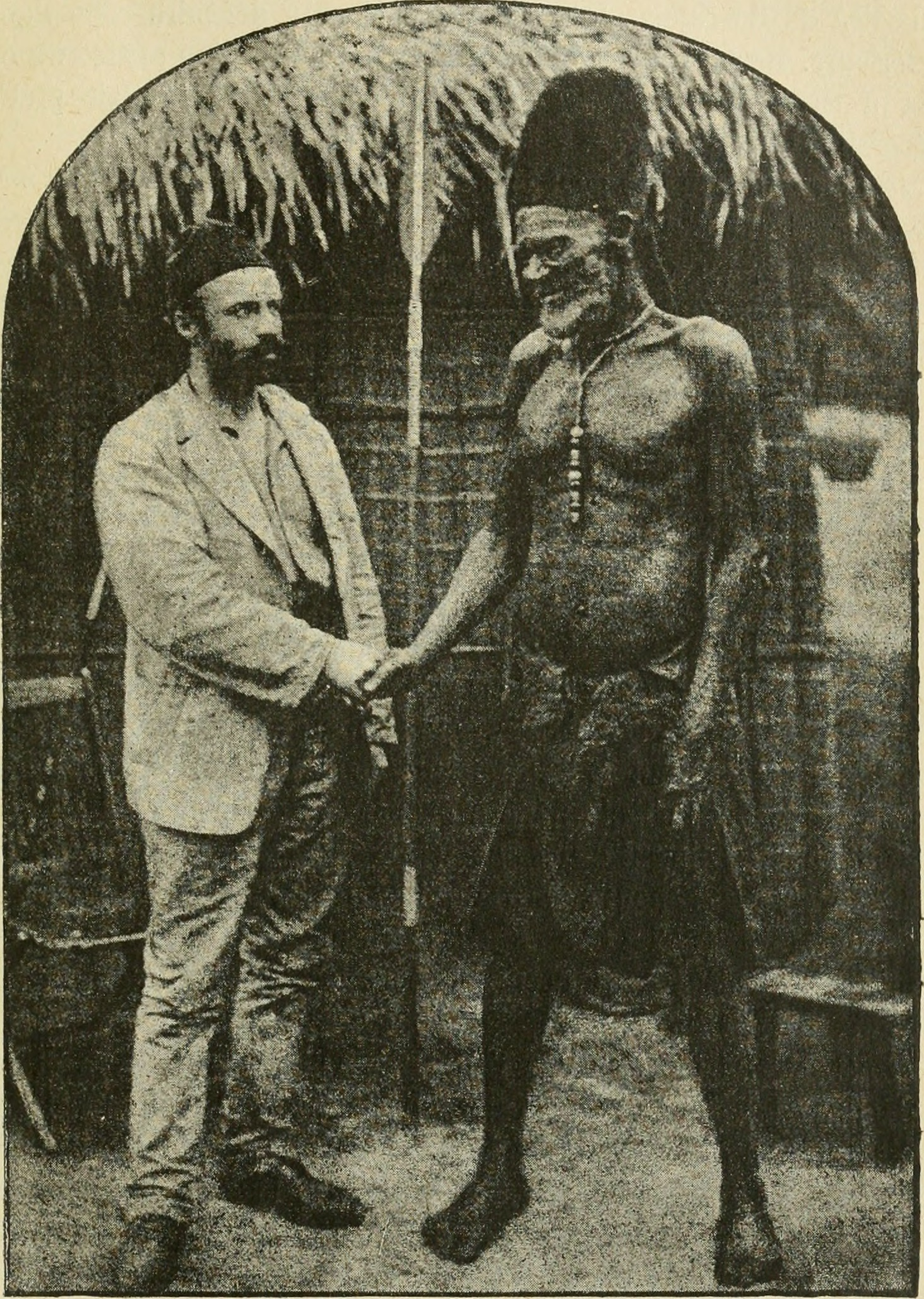
Coquilhat avec le chef Bangala Mata-Buiké en 1888.

Le 30 août 1888, le roi Léopold II fait appel à lui comme Administrateur général du département de l'Intérieur de l'État indépendant du Congo, poste qu'il occupe jusqu'en mars 1890. C'est pendant cette période qu'il écrit et publie ses souvenirs africains dans l'ouvrage Sur le Haut-Congo. Dans cet ouvrage, il révèle son grand sens de l'observation quand il décrit les coutumes (parfois sanglantes), l'artisanat, le commerce, les croyances des indigènes, la faune et la flore locale. Il est entretemps promu capitaine d'état-major.
En mars 1890, il retourne au Congo pour son troisième terme. Il est d'abord nommé Inspecteur d'État puis, en décembre 1890, promu vice-gouverneur général de l’État indépendant du Congo par le roi Léopold II.

À 37 ans, il meurt le 24 mars 1891 à Boma des suites de fièvres provoquées par la dysenterie. Ses funérailles ont lieu le 30 juin 1891 avec les honneurs militaires à l'église Saint-Joseph d'Anvers. Il repose au cimetière Schoonselhof à Anvers, après avoir été inhumé au cimetière du Kiel aujourd'hui désaffecté.

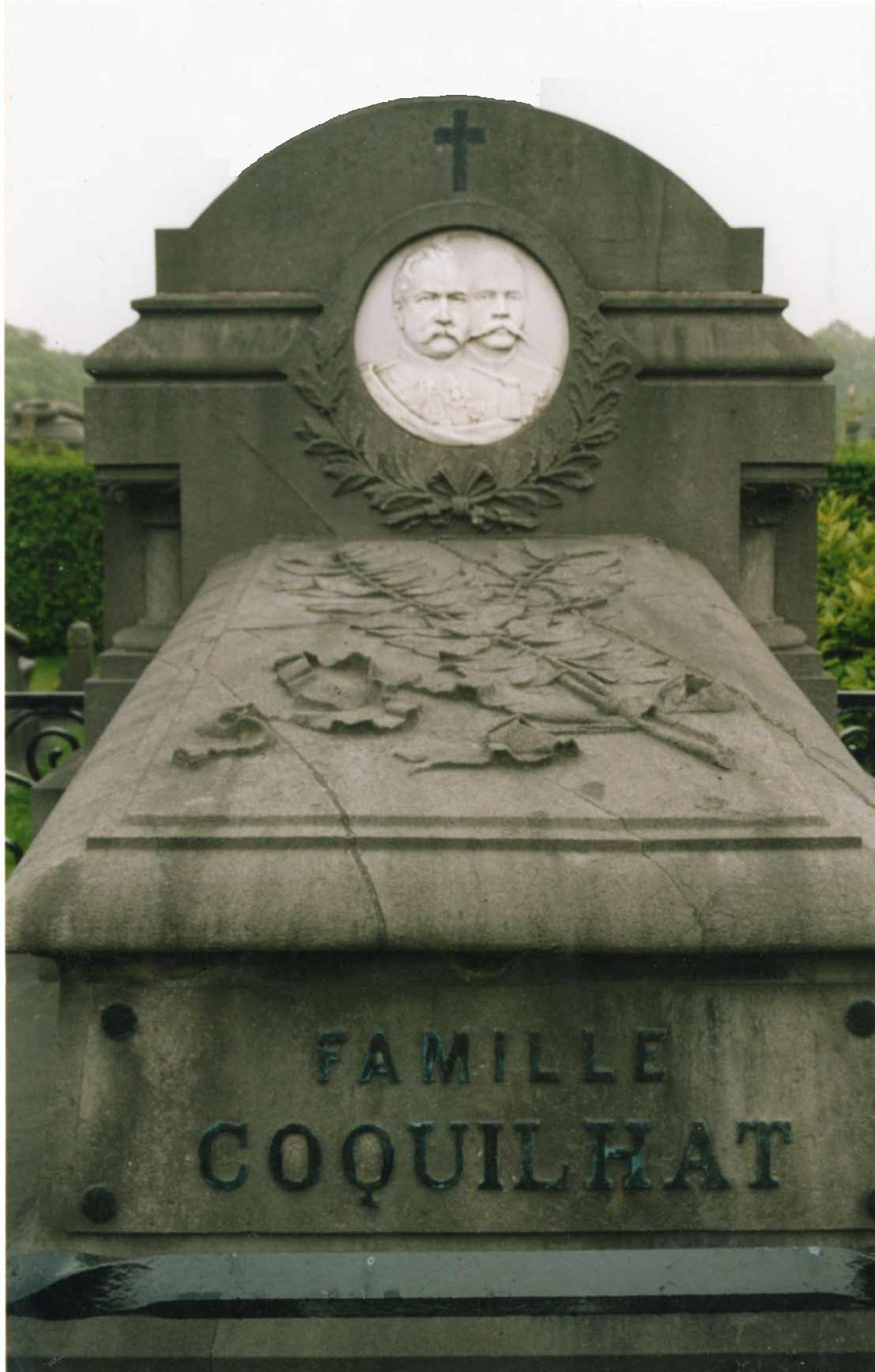
Sépulture de la famille Coquilhat au cimetière de Schoonselhof (Anvers).

## Hommages et distinctions
À l’époque coloniale, Équateurville est renommée en 1891 Coquilhatville en sa mémoire. Après l'indépendance du Congo, elle est rebaptisée Mbandaka.
Une rue à Anvers porte son nom et une statue, œuvre de Jacques de Lalaing, a été érigée en 1893 à sa mémoire dans le parc roi Albert à Anvers.
Il a reçu les distinctions suivantes :
- Chevalier de l'ordre de Léopold (Belgique) ;
- Étoile de service (État indépendant du Congo).

## Publications
- Chez les Bangalas sur le Haut Congo, dans: Revue Belgique, 1886.
- Le Capitaine Hanssens en Afrique, dans: Bulletin de la Société royale belge de géographie, 1886.
- Le Congo et la tribu des Bangalas, dans: Bulletin de la Société royale belge de géographie, 1886.
- Le Haut-Congo, dans: Bulletin de la Société royale belge de géographie, 1885.
- Les Belges dans l'Afrique centrale, Adolphe Burdo, Bruxelles, 1886.
- Sur le Haut Congo, vol. I, Bruxelles, 1888.
- Des crues du Congo à Bangala, dans: Bulletin de la Société royale belge de géographie, 1886.
- Des pluies à Bangala. Température et chutes de pluies, Mouvement géographique, 1886.
- Les rites funéraires et le cannibalisme au Congo, dans:, Bolletino délia serione florentina délla Societa Africana d'Italia, 1889.
- Mesures politiques et militaires, prises et à prendre, pour amener la répression de la traite des esclaves dans les territoires de l'Etat. Rapport au Roi-Souverain, 1889-1890.